# Mario Rojas
Pour les articles homonymes, voir Rojas.
Mario Alberto Rojas Rojas, né le 3 janvier 1985 à Paipa (Boyaca), est un coureur cycliste colombien.

## Palmarès sur route

### Par année
- 2005
  - 10e étape du Tour de l'Équateur
- 2017
  - 5e et 8ea étapes du Tour de Martinique
- 2018
  - 3e du Tour de Martinique

### Classements mondiaux
| Année            | 2014 | 2015 |
| ---------------- | ---- | ---- |
| UCI Asia Tour    | 333e | 321e |
| UCI America Tour |      | 270e |

## Palmarès en VTT

### Championnats de Colombie
- 2010
  - 3e du championnat de Colombie de cross-country
- 2012
  - 3e du championnat de Colombie de cross-country
- 2013
  - 2e du championnat de Colombie de cross-country